# 威諾納鎮區 (阿肯色州卡羅爾縣)
威諾納鎮區（英語：Winona Township）是位於美國阿肯色州卡羅爾縣的一個行政鎮區。

## 地方資料
根據2010年美國人口普查的數據，威諾納鎮區的面積為61.87平方千米，當中陸地面積為61.87平方千米，而水域面積為0.00平方千米。當地共有人口453人，而人口密度為每平方千米7人。